# Rio Becaș
O Rio Becaş é um rio da Romênia afluente do Rio Someşul Mic, localizado no distrito de Cluj.